# 畢福剣
畢 福剣（ひつ ふくけん、1959年1月16日—）は、中華人民共和国の司会。愛称は老畢、畢姥爺。

## 略歴
1959年1月16日、遼寧省大連市金州区に生まれ。楓林小学、王家小学、大連市第十二中学、大連市第二中学卒業。
1976年〜1978年から遼寧省普蘭店市の太平街道の唐房青年点に下放され労働に従事。普蘭店市にある太平街道の文芸宣伝隊で隊員となった。
1978年〜1985年、彼は北海艦隊国家海洋局第一調查船大隊で兵隊になっている。放映組長、俱楽部主任、副航海長、青年幹事、団委書記を歴任する。
1985年9月に中国伝媒大学電視監督專業に入学し、1989年7月に卒業。
1989年6月〜2015年、中国中央電視台（CCTV）の文芸部担当監督となった。
1994年、彼は『三国演義』テレビカメラマンを務めました
1997年、中国中央電視台テレビ番組の『夢想劇場』担当製片人と司会となった。
2011年10月08日、山東大学文学と新聞伝播学院の兼職教授に就任。
2011年〜2015年、中国中央電視台テレビ番組の『春節聯歡晩會』担当司会となった。
2015年4月、畢福剣が私的な会食の席で毛沢東を批判した動画がインターネット上に流出された。中国語中央テレビ公式サイトにおける畢福剣のプロフィールは騒動の勃発から程なくして削除され、それに続いて停職処分が発表された。

## 小品
- 『就差錢』（趙本山、田娃、劉小光）
- 『不差錢』（趙本山、小瀋陽、毛毛）

## 音楽
- 『跑馬場』
- 『漂亮の姑娘就要嫁人』
- 『老畢の愛』

## テレビ番組
- 『夢想劇場』
- 『星光大道』
- 『春節聯歡晩會』